# Gyralina formosa
Gyralina formosa is een slakkensoort uit de familie van de Pristilomatidae. De wetenschappelijke naam van de soort is voor het eerst geldig gepubliceerd in 1993 door Riedel & Subai.